# Świerklaniec (gmina)
Świerklaniec – gmina wiejska w Polsce położona w województwie śląskim, w powiecie tarnogórskim. Została utworzona 1 października 1924 roku ze zlikwidowanego obszaru dworskiego Świerklaniec, a w późniejszych latach była powiększana o sąsiednie wsie. W latach 1975–1998 gmina administracyjnie należała do województwa katowickiego.
Siedziba gminy to Świerklaniec.
Według danych z 31 grudnia 2022 roku gminę zamieszkiwało 13 018 osób.

## Położenie
Gmina jest położona w południowo-wschodniej części powiatu tarnogórskiego i sąsiaduje z miastami:
- Tarnowskie Góry, Miasteczko Śląskie, Piekary Śląskie, Radzionków.

oraz gminami:
- Ożarowice (powiat tarnogórski)
- Bobrowniki (powiat będziński)

## Historia
Gmina zbiorowa Świerklaniec powstała w grudniu 1945 w powiecie tarnogórskim w województwie śląskim (śląsko-dąbrowskim). Według stanu z 1 stycznia 1946 gmina składała się z 4. gromad: Kozłowa Góra, Nakło, Orzech i Świerklaniec. 6 lipca 1950 zmieniono nazwę województwa śląskiego na katowickie, a 9 marca 1953 kolejno na stalinogrodzkie.
Według stanu z 1 lipca 1952 gmina składała się z 4. gromad: Kozłowa Góra, Nakło, Orzech i Świerklaniec. Gmina została zniesiona 29 września 1954 wraz z reformą wprowadzającą gromady w miejsce gmin.
Jednostkę reaktywowano 1 stycznia 1973 w tymże powiecie i województwie. W jej skład weszły obszary sołectw Chechło Nowe, Orzech i Świerklaniec.
1 stycznia 1992 z gminy Świerklaniec do Tarnowskich Gór przeszła część wsi Nakło (62,00 ha).

## Miejscowości i części wsi
Miejscowości leżące na terenie gminy Świerklaniec:
- Świerklaniec (wieś gminna, również sołectwo),

1. Bizja (część wsi Świerklaniec),
2. Ostrożnica (część wsi Świerklaniec),
3. Stare Chechło (nieofic. część wsi Świerklaniec),
4. Żabieniec (nieofic. część wsi Świerklaniec, dawniej część wsi Stare Chechło).

- Nakło Śląskie (wieś, również sołectwo),

1. Wapienniki (część wsi Nakło Śląskie),
2. Kolonia Nakło (nieofic. część wsi Nakło Śląskie),
3. Kowaliki (nieofic. część wsi Nakło Śląskie),

- Nowe Chechło (wieś, również sołectwo),

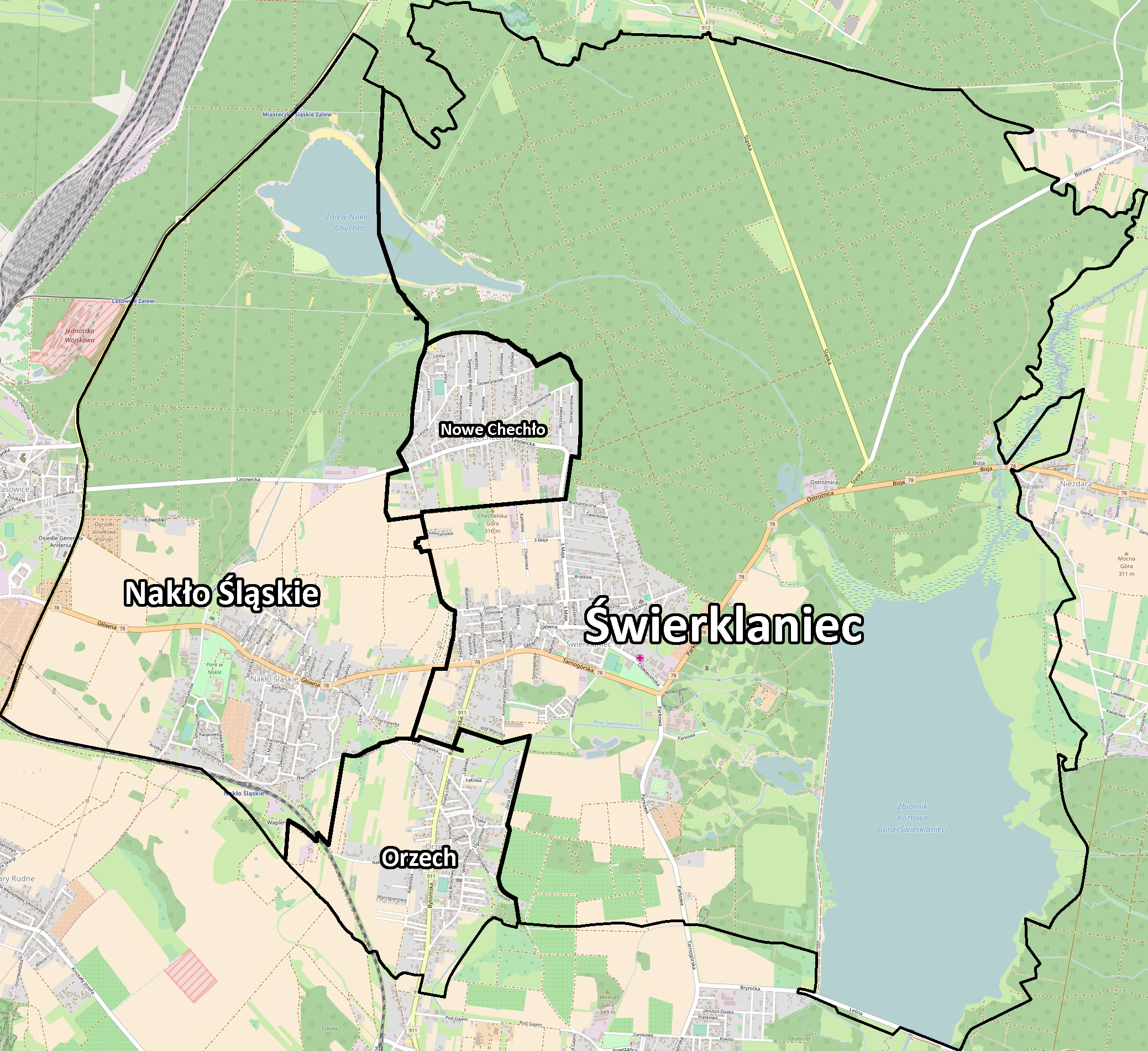
Podział administracyjny Gminy Świerklaniec

- Orzech (wieś, również sołectwo),

## Powierzchnia
Według danych z roku 2002 gmina Świerklaniec ma obszar 44,26 km², w tym:
- użytki rolne: 29%
- użytki leśne: 47%

Gmina stanowi 6,89% powierzchni powiatu.

## Infrastruktura
(Stan na 30.04.2023)
Gmina ma rozwiniętą sieć dróg. Przez gminę przechodzi droga krajowa nr. 78 oraz dwie drogi wojewódzkie, 911 oraz 912. Według planów ma powstać obwodnica Świerklańca oraz Nakła Śląskiego, która połączyłaby węzeł Pyrzowice z Tarnowskimi Górami. Przez gminę ma również przechodzić droga S11, jako obwodnica Tarnowskich Gór.
17 kwietnia 2023 roku otworzono centrum przesiadkowe w Świerklańcu, które mieści się przy ulicy Parkowej. Autobusy zatrzymują się na 4 stanowiskach:
- Stanowisko 1 kierunek Piekary Śląskie, Bytom, Katowice: 5, 192, 780
- Stanowisko 2 kierunek Pyrzowice, Ożarowice, Miasteczko Śląskie: 17, 87, 145, 179, 246, 646, 717, 738, M14
- Stanowisko 3 kierunek Bytom, Radzionków: 17, 173
- Stanowisko 4 kierunek Tarnowskie Góry: 5, 173, 179, 192, 246, 646, 738, 780, M14

## Demografia
Dane z 31 grudnia 2021:
| Opis                              | Ogółem | Ogółem | Kobiety | Kobiety | Mężczyźni | Mężczyźni |
| --------------------------------- | ------ | ------ | ------- | ------- | --------- | --------- |
| Jednostka                         | osób   | %      | osób    | %       | osób      | %         |
| Populacja                         | 12 611 | 100    | 6461    | 51,2    | 6150      | 48,8      |
| Gęstość zaludnienia [mieszk./km²] | 268    | 268    | 144,6   | 144,6   | 137,9     | 137,9     |

W latach 2002–2021 liczba mieszkańców wzrosła o 17,9%, z 10 697 osób do 12 611 osób. Średni wiek mieszkańców wynosi 41,4 lat. 60,4% mieszkańców gminy Świerklaniec jest w wieku produkcyjnym, 18,9% w wieku przedprodukcyjnym, a 20,7% mieszkańców jest w wieku poprodukcyjnym.

## Kultura
W gminie funkcjonują 2 biblioteki, jedna w Świerklańcu, druga w Nakle Śląskim. W 2019 roku czytelników było 1467. W Gminie działa także Gminny Ośrodek Kultury.
W miejscowości Nakło Śląskie znajduje się Centrum Kultury Śląskiej w Nakle Śląskim.

## Edukacja
(Stan na 30.04.2023)

### Przedszkola
- Akademia Malucha w Świerklańcu
- Przedszkole w Nakle Śląskim
- Zespół Szkolno-Przedszkolny im. Rodziny Wieczorków w Orzechu
- Przedszkole „Pod Zielonym Listkiem” w Świerklańcu
- Przedszkole „Topolino” w Nakle Śląskim
- Niepubliczne Przedszkole „Aladyn” w Świerklańcu

### Szkoły podstawowe
- Szkoła Podstawowa im. Kai Mireckiej w Nakle Śląskim
- Szkoła Podstawowa im. Królowej Jadwigi w Nowym Chechle
- Szkoła Podstawowa im. Adama Mickiewicza w Świerklańcu
- Zespół Szkolno-Przedszkolny im. Rodziny Wieczorków w Orzechu

### Szkoły średnie
- Zespół Szkół Centrum Kształcenia Rolniczego w Nakle Śląskim

## Sport
W gminie mieści się 13 klubów sportowych w tym:
- 4 kluby piłkarskie: LKS Unia Świerklaniec, LKS Przyszłość Nowe Chechło, Sokół Orzech, Orzeł Nakło Śląskie
- 1 klub koszykarski: Orzechowski Koszykarski Klub Sportowy
- 1 Akademia Sportów Konnych: Akademia Sportów Konnych w Świerklańcu
- 1 klub squasha: Klub Sportowy Squash and More
- 1 klub surfingu: Śląskie Stowarzyszenie Surfingu w Orzechu
- 2 kluby kajakarskie: Klub Sportowy „Olimpijczyk” Nowe Chechło, Klub Sportowy „Świerklaniec”
- 2 kluby sztuki walki: Klub Sportowy Karate „HAJIME”, UKS Judo Ahinsa
- 1 klub piłki siatkowej: Klub Sportowy „Triumf” Nakło Śląskie

## Zabytki
- Zamek w Świerklańcu
- Pałac w Świerklańcu
- Pałac Donnersmarcków w Nakle Śląskim
- Park w Świerklańcu
- Romantyczne Ruiny w Orzechu
- Kościół Dobrego Pasterza w Świerklańcu

## Rekreacja
Na terenie gminy znajdują się dwa duże sztuczne zbiorniki wodne:
- Kozłowa Góra – zbiornik wybudowany w latach 1935–1939, ujęcie wody pitnej dla najbliższych okolic; stanowi ok. 12% obszaru gminy
- Nakło-Chechło – zbiornik po byłym wyrobisku piasku, zamieniony w 1973 na jezioro, pełni funkcję rekreacyjno-wypoczynkową i stanowi ok. 2% powierzchni gminy.